# The Wash (ścieżka dźwiękowa)
The Wash – ścieżka dźwiękowa pochodząca z filmu The Wash: Hiphopowa myjnia, z roku 2001. Została wydana 6 listopada, 2001 roku. Album został wyprodukowany przez multi-platynowego rapera i producenta muzycznego – Dr. Dre.

## Lista utworów
1. "On the Blvd." – Dr. Dre featuring Snoop Dogg (produced by Dr. Dre & Jelly Roll) – 4:28
2. "Benefit of the Doubt" – Truth Hurts featuring Shaunta (produced by Mel-Man) – 4:50
3. "Blow My Buzz" – D12 (produced by Eminem & Jeff Bass) – 5:08
4. "Bring 2" – Bilal (produced by James Poyser & Vikter Duplaix) – 4:20
5. "Bad Intentions" – Dr. Dre featuring Knoc-turn’al (produced by Mahogany producer co produced By Dr.Dre) – 3:02
Contains sample from "Hollywood Hot" by Eleventh Hour
6. "Get Fucked Up With Me" – Xzibit (produced by J. Jackson) – 4:35
7. "My High" - Yero (produced by Bryan-Michael Cox, Co-Lab-O & Jason Rome) – 3:35
8. "Holla" – Busta Rhymes (produced by Dr. Dre) – 4:02
9. "Bubba Talk" – Bubba Sparxxx (produced by Timbaland) – 3:48
10. "Good Lovin'" - Shaunta (produced by Hi-Tek) – 3:39
Contains samples from "Mercy Mercy Me" & "God Is Love" by Marvin Gaye
11. "Riding High" - Daks featuring R.C. (produced by Focus) – 4:15
12. "Gotta Get Dis Money" – Soopafly (produced by Soopafly) – 4:51
13. "Don't Talk Shit" - Ox (produced by Megahertz) – 4:23
14. "Everytime" – Toi (produced by Soopafly)– 4:05
Contains samples from "Get This Money" by Slum Village
15. "Str8 West Coast" – Knoc-turn’al (produced by Dr. Dre) – 2:54
16. "No" - Joe Beast (produced by Mel-Man) – 3:34
17. "The Wash" – Dr. Dre featuring Snoop Dogg (produced by Dr. Dre & DJ Pooh) – 3:20
Interpolates Leon Haywood's "I Wanta Do Something Freaky to You"

## Notowania

### Album
| Notowanie              | Najwyższa pozycja | Data       |
| ---------------------- | ----------------- | ---------- |
| Top Soundtracks        | 2                 |            |
| Top R&B/Hip-Hop Albums | 5                 |            |
| UK Album Chart         | 32                | 17.11.2001 |
| UK album chart         | 44                | 26.01.2002 |
| Canada Top 50          | 10                | 17.11.2001 |
| Billboard 200          | 19                | 24.11.2001 |
| Germany Top 100        | 20                | 17.11.2001 |
| France Top 200         | 21                | 10.11.2001 |
| Australia Top 100      | 67                | 17.11.2001 |

### Single
| Tytuł            | Najwyższa pozycja | Najwyższa pozycja     | Najwyższa pozycja | Najwyższa pozycja | Najwyższa pozycja | Najwyższa pozycja | Najwyższa pozycja | Najwyższa pozycja | Najwyższa pozycja | Najwyższa pozycja | Najwyższa pozycja | Reżyser                     |
| Tytuł            | FR 100            | Hot R&B/Hip-Hop Songs | BE 50             | SUI 100           | GE 100            | GBS               | TK 100            | UK 75             | UK R&B            | NL 50             | R&R A-R           | Reżyser                     |
| "The Wash"       | 58                | 43                    | -                 | -                 | -                 | -                 | 43                | -                 | -                 | -                 | 23                | -                           |
| "Bad Intentions" | 45                | 33                    | 30                | 47                | 75                | 1                 | 44                | 4                 | 2                 | 26                | -                 | Phillip G. Atwell & Dr. Dre |